# Venantius (Konsul 507)
(Flavius)  Venantius war ein spätantiker römischer Politiker zur Zeit des Ostgotenreichs zu Beginn des 6. Jahrhunderts.
Venantius, Sohn des einflussreichen Petrus Marcellinus Felix Liberius, war noch jung (in tenera aetate), als er zwischen 507 und 511 den Ehrentitel eines comes domesticorum vacans verliehen bekam. Die Verleihung erfolgte größtenteils aufgrund der Verdienste seines Vaters. Zudem trug er die Ehrentitel vir clarissimus und vir illustris. Im Jahr 507 war er zusammen mit Kaiser Anastasios I. Konsul.
Venantius könnte jener vir clarissimus sein, den Ennodius im Jahr 505 in seinem Brief an  Anicius Probus Faustus empfahl, ihn zu unterstützen; er betont dessen Fähigkeiten und Verdienste. Dieser Venantius war mit Ennodius durch Blutsverwandtschaft (proximitas sanguinis) verbunden, wie Ennodius in einem weiteren Brief betont (506/507).